# NGC 6014
NGC 6014 = IC 4586 ist eine Linsenförmige Galaxie vom Hubble-Typ S0 im Sternbild Schlange nördlich des Himmelsäquators. Sie ist schätzungsweise 109 Millionen Lichtjahre von der Milchstraße entfernt und hat einen Durchmesser von etwa 55.000 Lichtjahren.
Im selben Himmelsareal befindet sich u. a. die Galaxie NGC 6017.
Das Objekt wurde am 24. April 1830 von John Herschel entdeckt sowie unabhängig davon durch Lewis Swift 1897. In der Folge erhielt die Galaxie zusätzlich einen Eintrag im Index-Katalog als IC 4586.